# Merremia tonkinensis
Merremia tonkinensis är en vindeväxtart som först beskrevs av François Gagnepain, och fick sitt nu gällande namn av N.T. Nhan. Merremia tonkinensis ingår i släktet Merremia och familjen vindeväxter. Inga underarter finns listade i Catalogue of Life.